# Il'ya Kalïnïn
Il'ya Igorevïç Kalïnïn (in kazako Илья Игоревич Калинин?; Talǧar, 3 febbraio 1992) è un calciatore kazako, centrocampista dell'Oqjetpes.